# 컴퓨터 케이스

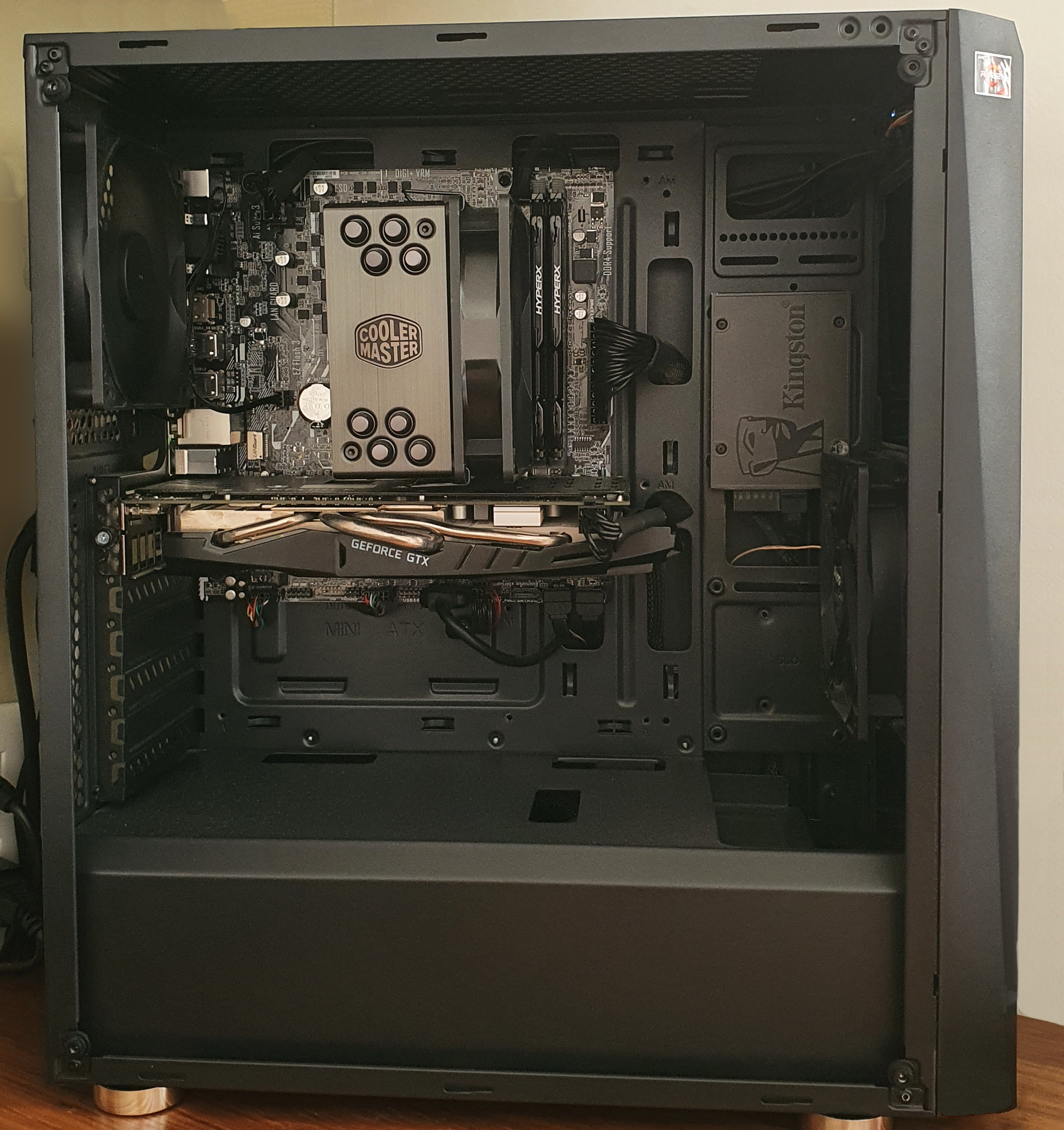
ATX 데스크톱 케이스를 연 모습. 전면은 오른쪽을 향한다. 그림에는 마이크로ATX 메인보드(상단), CPU(쿨러 마스터 팬 아래), GPU(중앙), SSD(오른쪽)가 포함되어 있다. 전원 공급 장치는 하단 칸에 수납되어 있다.

컴퓨터 케이스(영어: computer case) 또는 컴퓨터 섀시(computer chassis)는 개인용 컴퓨터의 대부분의 하드웨어를 담는 하우징이다. 케이스 내부에 장착되는 부품들(예: CPU, 메인보드, 주기억장치, 대용량 저장 장치, 전원 공급 장치 및 다양한 확장 카드)은 내부 하드웨어라고 불리며, 케이스 외부에 있는 하드웨어(일반적으로 케이블로 연결되거나 플러그 앤 플레이 장치인 디스플레이, 스피커, 키보드, 마우스 및 USB 플래시 드라이브)는 주변기기로 알려져 있다.
일반적인 컴퓨터 케이스는 완전히 밀폐되어 있으며, 환기를 위한 작은 구멍(대부분 후면 패널에 있음)과 플러그/소켓(후면) 및 이동식 매체용 드라이브 베이(전면)에 접근할 수 있는 개구부가 있다. 케이스의 구조 프레임(섀시)은 일반적으로 강철(자주 SECC—강철, 전기도금, 냉간 압연, 코일) 및 알루미늄 합금과 같은 견고한 금속으로 제작되며, 내부 하드웨어, 케이스 팬/쿨러 장착 및 케이블 정리를 위한 하드포인트와 관통 구멍이 있다. 외부 케이스 패널은 최소한 하나는 분리 가능하며, 전면, 측면 및 상단에서 섀시를 덮어 내부 부품을 물리적 침입 및 먼지 축적으로부터 보호하며, 일반적으로 도색된 금속 및 플라스틱 재질로 만들어지지만, 메쉬, 강화 유리, 아크릴, 목재, 심지어 레고 블록과 같은 다른 재료도 많은 현대 상용 또는 자작 케이스에 나타났다. 최근 몇 년 동안, 부분적으로만 밀폐된 오픈 프레임 또는 오픈 에어 케이스(더 자유로운 환기로 이론적으로 더 나은 냉각)가 고급 게이밍 PC 시장에서 출시되었다.

## 크기 및 용어

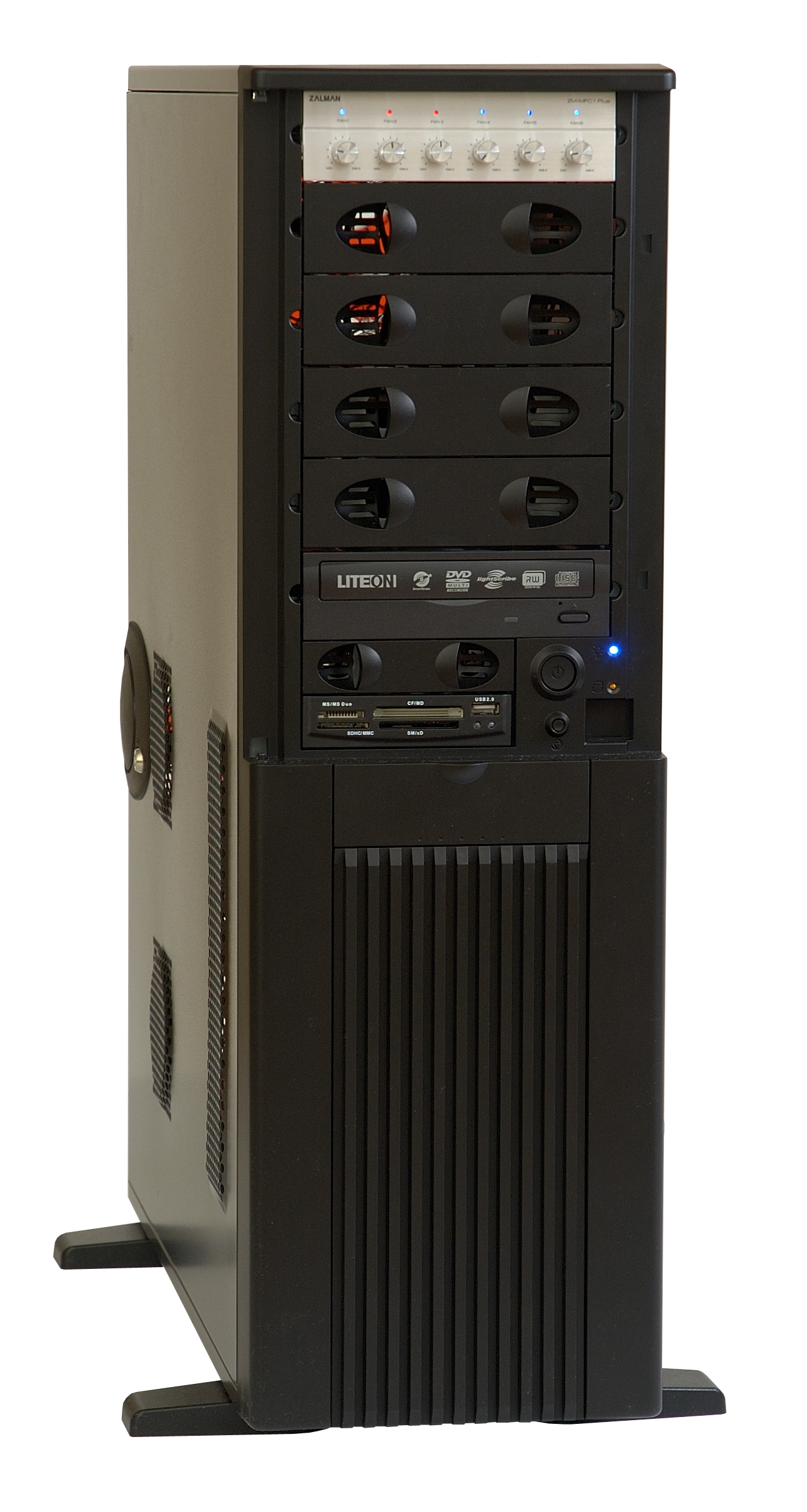
풀 타워 케이스. 표시된 액세서리: 팬 컨트롤러, DVD 버너, USB 메모리 카드 리더.

케이스는 다양한 크기와 형태로 나올 수 있으며, 이는 대부분의 컴퓨터에서 물리적으로 가장 큰 하드웨어 구성 요소인 메인보드의 폼 팩터에 의해 결정된다. 따라서 개인용 컴퓨터 폼 팩터는 일반적으로 케이스의 내부 치수와 레이아웃만 지정한다. 랙 마운트 및 블레이드 서버용 폼 팩터는 이러한 케이스 자체가 특정 인클로저에 맞아야 하므로 정확한 외부 치수도 포함할 수 있다.
예를 들어, ATX 메인보드 및 전원 공급 장치(PSU)용으로 설계된 케이스는 수직형 타워(바닥에 놓이도록 설계, 높이 > 너비), 평평한 데스크톱(높이 < 너비) 또는 피자 박스(높이 ≤ 5 cm or 2 in)와 같은 여러 외부 형태를 취할 수 있으며, 이들은 컴퓨터 모니터 아래 책상에 놓이도록 설계된다. 풀 사이즈 타워 케이스는 일반적으로 데스크톱 케이스보다 부피가 크며, 드라이브 베이, 확장 슬롯, 맞춤형 또는 올인원(AIO) 수랭 솔루션을 위한 공간이 더 많다. 데스크톱 케이스와 약 46 cm (18 in) 미만의 미니 타워 케이스는 공간이 중요한 비즈니스 환경에서 인기가 많다.

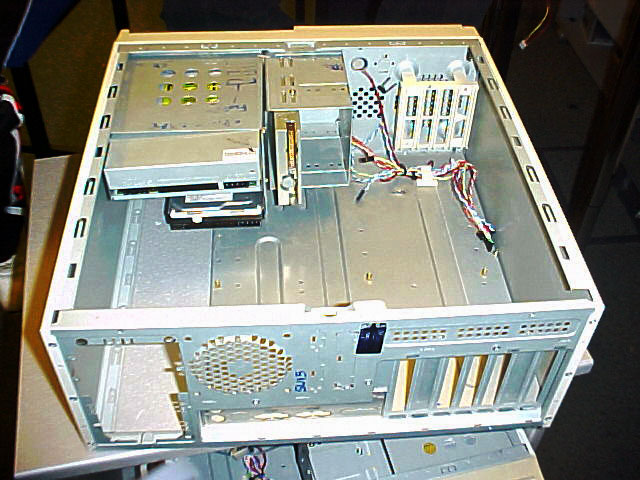
빈 컴퓨터 케이스

현재 데스크톱 컴퓨터에서 가장 인기 있는 폼 팩터는 ATX이지만, 마이크로ATX와 소형 폼 팩터도 다양한 용도로 매우 인기가 많다. 하이엔드 부문에서는 비공식적이고 느슨하게 정의된 XL-ATX 사양이 2009년경에 등장했다. 이 사양은 듀얼 슬롯 쿨러가 장착된 4개의 그래픽 카드를 수용하기 위해 메인보드의 길이를 늘렸다. 일부 XL-ATX 메인보드는 메인보드의 너비도 늘려 CPU, 메모리 PWM, 그리고 경우에 따라 두 번째 CPU 소켓을 위한 더 많은 공간을 제공한다. 이러한 이국적인 하이엔드 메인보드의 시장 점유율은 매우 낮지만, 거의 모든 하이엔드 케이스와 많은 주류 케이스는 XL-ATX(10개 확장 슬롯)를 지원한다. 2018년 현재, 주요 메인보드 제조업체는 몇 년 동안 XL-ATX 보드를 만들지 않았다. E-ATX는 ATX보다 크고 느슨하게 정의된다는 점에서 XL-ATX와 유사하다. XL-ATX와 달리 E-ATX 메인보드와 케이스는 (2020년 현재) 여전히 생산 중이며, 8개의 RAM 슬롯에 걸쳐 쿼드 채널 메모리를 지원하고, 최대 4개의 이중 슬롯 그래픽 카드용 PCI-e 확장 슬롯을 최대 4개, 그리고 AMD 라이젠 스레드리퍼 3990X와 같은 단일 CPU를 지원한다. 인윈, 셔틀 및 에이오픈과 같은 회사들은 원래 소형 케이스를 대중화시켰으며, 이들 케이스에는 플렉스ATX가 가장 일반적인 메인보드 크기였다. 2010년 현재 미니 ITX는 가장 일반적인 소형 폼 팩터 메인보드 표준으로 플렉스ATX를 광범위하게 대체했다. 에이수스, 기가바이트, MSI, 애즈락, 조택 및 폭스콘의 최신 미니 ITX 메인보드는 풀 사이즈 메인보드와 동일한 기능 세트를 제공한다. 하이엔드 미니 ITX 메인보드는 표준 데스크톱 CPU를 지원하고, 표준 메모리 DIMM 소켓을 사용하며, 대부분 가장 빠른 그래픽 카드를 지원하는 풀 사이즈 PCI-E 16배속 슬롯을 특징으로 하지만, 일부는 대신 PCI 또는 16레인 미만의 PCIe 슬롯을 사용한다. 이를 통해 고객은 훨씬 더 작은 케이스에 완전한 하이엔드 컴퓨터를 구축할 수 있다. 애플 또한 표준 CD-ROM 드라이브와 비슷한 크기의 맥 미니 컴퓨터를 생산했으며, 많은 제조업체가 통합 그래픽이 장착된 저전력 CPU용으로 비슷한 크기의 미니 ITX 케이스를 제공한다.
타워 케이스는 미니 타워, 미디 타워, 미드 타워, 풀 타워로 분류되는 경우가 많다. 이 용어들은 주관적이며 제조업체마다 정의가 일관되지 않다.
풀 타워 케이스는 일반적으로 높이가 56 cm (22 in) 이상이며 바닥에 놓이도록 의도되었다. 외부 접근 가능한 드라이브 베이가 6개에서 10개까지 있을 수 있다. 이 케이스는 원래 당시 일반적으로 사용 가능했던 하드 드라이브보다 더 많은 데이터를 담을 수 있는 값비싼 CD-ROM 데이터베이스에서 데이터를 제공하는 역할을 하는 파일 서버를 수용하기 위해 개발되었다. 따라서 많은 풀 타워 케이스에는 디스크 도난을 방지하기 위한 잠금 문 및 기타 물리적 보안 기능이 포함되어 있다. 그러나 컴퓨팅 기술이 플로피 디스크와 CD-ROM에서 대용량 하드 드라이브, USB 플래시 드라이브, 네트워크 기반 솔루션으로 이동함에 따라, 최근의 풀 타워 케이스는 일반적으로 CD 드라이브용 외부 베이가 없거나 하나 또는 두 개만 있으며, 내부 베이는 공기 흐름을 개선하기 위해 케이스의 다른 곳으로 옮겨졌다. 오늘날 풀 타워 케이스는 맞춤형 수랭, 조명, 강화 유리(아크릴 대체)를 갖춘 전시용 케이스로 애호가들이 흔히 사용한다. 이들은 또한 두 대의 컴퓨터(예: 커세어 1000D)와 이중 전원 공급 장치(커세어 900D)를 수용할 수 있다.
미드 타워 케이스는 더 작으며, 높이가 약 46 cm (18 in)이고 외부 베이가 두 개에서 네 개까지 있다. 이들은 또한 두 대의 컴퓨터를 수용할 수 있다.
미니 타워 케이스는 일반적으로 외부 베이가 하나 또는 두 개만 있다.
마케팅 용어인 미디 타워는 때때로 미드 타워보다 작지만 미니 타워보다 큰 케이스를 지칭하며, 일반적으로 외부 베이가 두세 개 있다. 다른 경우에는 이 용어가 미드 타워와 동의어로 사용될 수 있다.

## 레이아웃
컴퓨터 케이스는 일반적으로 전원 공급 장치 및 드라이브 베이용 판금 인클로저와 메인보드 및 확장 슬롯에서 돌출되는 주변기기 커넥터를 수용할 수 있는 후면 패널을 포함한다. 대부분의 케이스에는 전원 버튼 또는 스위치, 리셋 버튼, 전원, 하드 드라이브 활동, 일부 모델에서는 네트워크 활동을 나타내는 LED가 있다. 일부 케이스는 케이스 전면에 내장 I/O 포트(USB 및 헤드폰 포트 등)를 포함한다. 이러한 케이스는 또한 (일반적으로) 이러한 포트, 스위치 및 표시기를 메인보드에 연결하는 데 필요한 전선을 포함한다.

### 주요 구성 요소 위치
- 메인보드는 일반적으로 가장 넓은 면을 따라 케이스에 나사로 고정되는데, 이는 폼 팩터 및 방향에 따라 케이스의 바닥 또는 측면이 될 수 있다.
- ATX와 같은 폼 팩터는 내장 주변기기에서 제공하는 I/O 포트와 확장 카드에서 추가 포트를 제공할 수 있는 확장 슬롯을 노출시키기 위한 구멍이 있는 후면 패널을 제공한다. 많은 대형 ATX 케이스는 다른 폼 팩터의 메인보드와도 함께 사용할 수 있다.
- 전원 공급 장치 장착 위치는 케이스마다 다르지만, 가장 일반적으로 사용되는 위치(모두 케이스 후면)와 그 장단점은 다음과 같다.
  - 케이스 상단: 일반적으로 PSU의 내장 팬이 보조 배기 팬 역할을 하도록 하지만, PSU가 케이스 내부 구성 요소에 의해 가열된 공기를 공급받게 되어 PSU 효율성과 수명이 저하된다.
  - 케이스 하단: 케이스 하단에 (종종 필터링된) 통풍구가 있어 PSU가 외부에서 시원한 공기를 흡입할 수 있다.
- 장착 위치에 관계없이 PSU는 일반적으로 무게를 지탱하기 위해 네 개의 나사못으로 케이스에 부착된다.
- 대부분의 케이스는 케이스 전면에 드라이브 베이를 포함한다. 일반적인 ATX 케이스는 5.25인치, 3.5인치 및 2.5인치 베이를 포함한다. 최신 컴퓨터에서는 5.25인치 베이는 광 드라이브에 사용되고, 3.5인치 베이는 하드 드라이브 및 카드 리더에 사용되며, 2.5인치 베이는 솔리드 스테이트 드라이브에 사용된다.
- 버튼 및 LED는 일반적으로 케이스 전면에 위치하며, 일부 케이스는 같은 영역에 추가 I/O 포트, 온도 및 프로세서 속도 모니터를 포함한다.
- 통풍구는 종종 케이스의 전면, 후면, 상단, 왼쪽 측면 패널, 때로는 오른쪽 측면 패널에서도 발견된다. 위치에 관계없이 그 목적은 시원한 공기를 케이스 안으로 들여오거나 뜨거운 공기를 밖으로 내보내는 것이다. 큰 통풍구는 일반적으로 주변에 나사 구멍이 있어 냉각 팬을 장착할 수 있도록 한다. 최신 케이스는 이전에 흔했던 80mm 팬보다 더 조용한 작동을 위해 더 큰 120mm 또는 140mm 냉각 팬 장착 지점을 포함한다.
- I/O 템플릿 또는 I/O 플레이트는 메인보드의 외부 포트 후면 패널 주변에 맞는다. 때로는 케이스 제조업체에서 제공하지만, 종종 메인보드와 함께 제공되는 것으로 대체된다.

### 내부 접근
최신 ATX 타워 케이스의 내부 구성 요소에 접근하려면 측면 패널을 제거해야 한다. 전면에서 후면을 보면, 메인보드, PSU, 드라이브 베이 및 대부분의 케이스 팬 설치 지점은 왼쪽 측면 패널을 제거하여 접근한다.
오른쪽 측면 패널을 제거하는 것은 메인보드 장착판 뒤 공간에 접근하기 위해 드물게 수행된다. 이 공간은 케이블 관리에 사용되는데, 메인보드 전면에 배선된 케이블이 케이스 내부의 공기 흐름을 방해하여 온도를 상승시킬 수 있기 때문이다. 비동시대적인 표준인 BTX는 왼쪽이 아닌 오른쪽에 주 측면 패널이 있다. 일부 거꾸로 설계된 ATX 케이스도 오른쪽 측면 패널 도어를 제거하여 접근한다.
또는 케이스에 섀시를 감싸는 하나의 큰 U자형 덮개가 있을 수 있다. 이것은 AT 타워 케이스에서 흔한 방식이었다.
케이스 내부에 성능을 저하시키는 먼지가 쌓이는 것을 방지하기 위해 많은 모델은 공기 흡입 팬 앞에 먼지 필터를 특징으로 한다. 전면 필터에 접근하는 정확한 방법은 케이스 모델에 따라 다르지만, 일반적으로 전체 전면 패널을 제거해야 한다. 전면 패널 자체를 제거하는 데 하나 또는 두 개의 측면 패널을 제거해야 할 수도 있고 그렇지 않을 수도 있다. 의심스러운 경우 가능하면 사용자 설명서를 참조하는 것이 좋다.
전통적으로 대부분의 컴퓨터 케이스는 구성 요소와 패널(예: 메인보드, PSU, 드라이브, 확장 카드)을 제자리에 고정하기 위해 컴퓨터 케이스 나사를 필요로 했다. 2000년대 초반부터 구성 요소를 스냅인 플라스틱 레일, 엄지 나사 및 기타 도구가 필요 없는 방법으로 고정하는 도구 없는 케이스가 유행하고 있다. 이는 컴퓨터 하드웨어의 빠른 조립 및 수정을 용이하게 하며 제조 비용도 저렴하다.

## 외관
1990년대 내내 대부분의 컴퓨터 케이스는 단순한 직사각형 모양이었고, 시각적 디자인에 거의 신경 쓰지 않고 종종 베이지색이나 하양으로 칠해졌다. 베이지 박스 디자인은 일반 구성 요소로 조립된 많은 예산 컴퓨터에서 여전히 발견된다. 이러한 종류의 기계는 이제 화이트 박스 컴퓨터로 알려져 있지만, 이러한 종류의 기계 케이스는 일반적으로 베이지색 대신 검은색 또는 은색이다. 더 현대적인 컴퓨터 케이스는 훨씬 더 넓은 범위의 모양, 색상, 폼 팩터 및 알루미늄 및 강화 유리와 같은 재료 변화를 포함하며, 이는 더 비싼 케이스에서 제공된다.
케이스 모딩은 컴퓨터 케이스의 예술적인 스타일링으로, 종종 고급 또는 특이한 구성 요소의 사용에 주의를 집중시키기 위함이다. 2000년대 초반부터 일부 케이스에는 투명한 측면 패널 또는 아크릴 창이 포함되어 사용자가 작동 중인 내부를 볼 수 있다. 모드된 케이스에는 또한 유색 내부 조명, 맞춤형 도색 또는 액체 냉각 시스템이 포함될 수 있다. 일부 취미 애호가는 알루미늄, 강철, 스티로폼, 아크릴 또는 목재와 같은 원자재로 맞춤형 케이스를 만든다.
역사적으로 케이스는 CCFL 조명과 결국에는 단색 LED를 스트립 또는 팬에 사용하여 내부를 비췄다. 현대 케이스는 대신 RGB LED 조명을 사용하며, 종종 케이스 팬에 통합된다. RGB 팬이 보이도록 하면서 공기 흐름을 개선하기 위해 2020년 현재 많은 케이스는 외부 베이 없이 금속 메시를 사용한다. 많은 케이스에는 PSU 덮개와 수직 GPU 마운트가 포함된다. 일부는 외부 수랭 라디에이터를 지원하는 구멍을 포함하기도 했다. 측면 창이 있는 케이스는 측면 팬(창에 있음)도 있을 수 있지만, 유리 창이 있는 케이스에는 측면 팬이 흔치 않다.

### 케이스 제조업체
주요 애프터 마켓 케이스 제조업체로는 안텍, BitFenix, 쿨러 마스터, 커세어, 프랙탈 디자인, 인윈, 리안리, NZXT, 팬텍스, 로즈윌, 서멀테이크 (DIY PC) 등이 있다.

## 침입 탐지
일부 컴퓨터 케이스에는 메인보드에 연결되는 바이어스 스위치(푸시 버튼)가 포함되어 있다. 케이스가 열리면 스위치 위치가 바뀌고 시스템은 이 변경을 기록한다. 시스템의 펌웨어 또는 BIOS는 다음 전원이 켜질 때 이 이벤트를 보고하도록 구성될 수 있다. 이 물리적 침입 탐지 시스템은 컴퓨터 소유자가 컴퓨터의 조작을 감지하는 데 도움이 될 수 있다. 그러나 대부분의 이러한 시스템은 구조가 매우 간단하다. 지식이 있는 침입자는 스위치를 작동시키지 않고 케이스를 열거나 내용을 수정할 수 있다.
과거에는 파일 서버를 수용하기 위한 많은 타워 케이스(풀 타워 케이스 포함)에 외부 드라이브 베이를 덮는 잠금 문이 있었다. 이것은 드라이브가 보관하는 CD-ROM 디스크의 도난을 방지하기 위한 보안 기능이었다. 당시 CD-ROM 용량은 사용 가능한 하드 디스크보다 컸으며, 많은 비즈니스에 필수적인 데이터베이스가 이 매체로 배포되었다. 이러한 데이터베이스는 종종 매우 비싸거나 독점 데이터를 포함하고 있었으므로, 일상적인 절도의 표적이 될 가능성이 높았다.

## 갤러리

컴퓨터 케이스
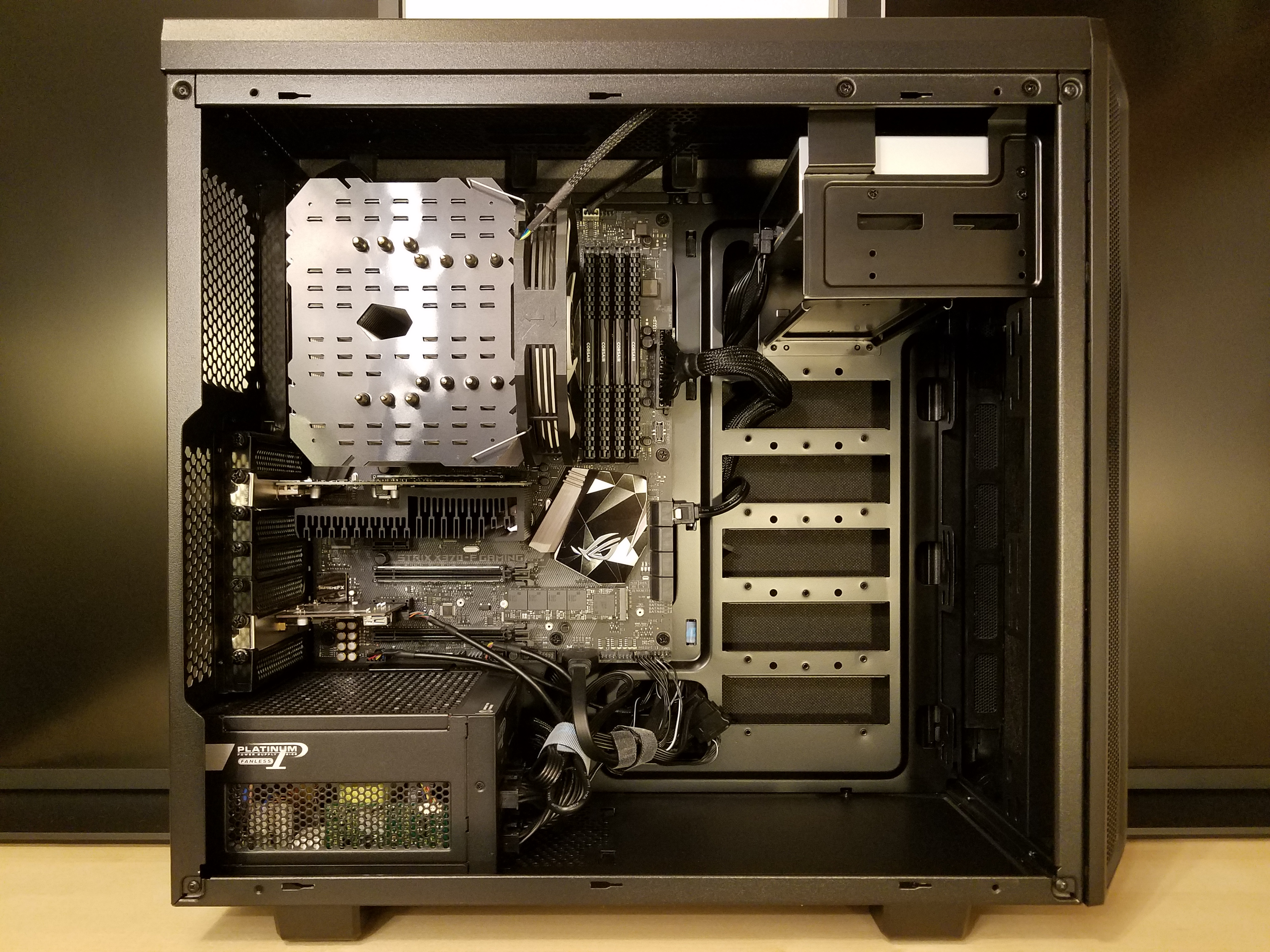
2018년 ATX 컴퓨터 타워 내부
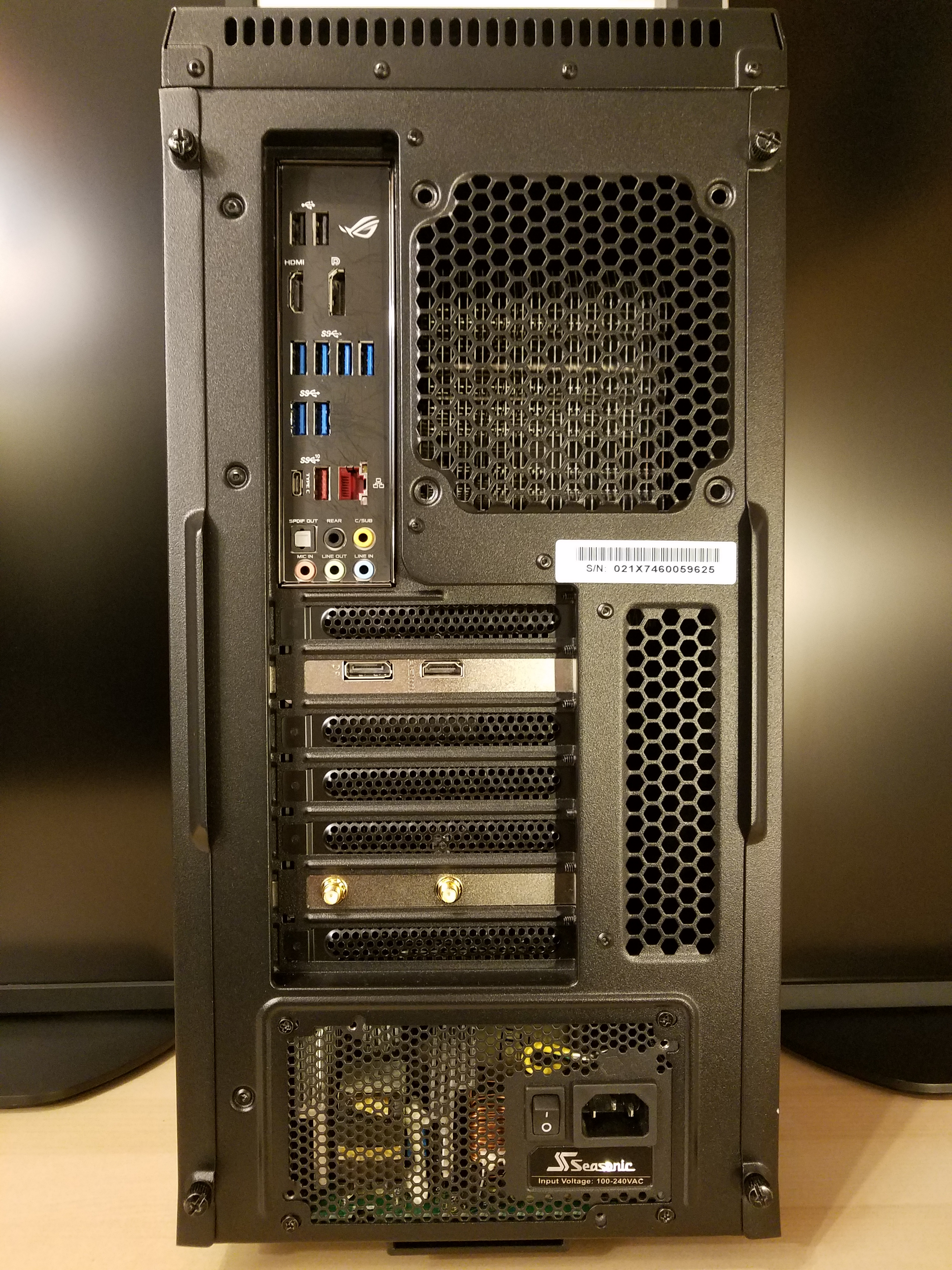
ATX 컴퓨터 타워 후면
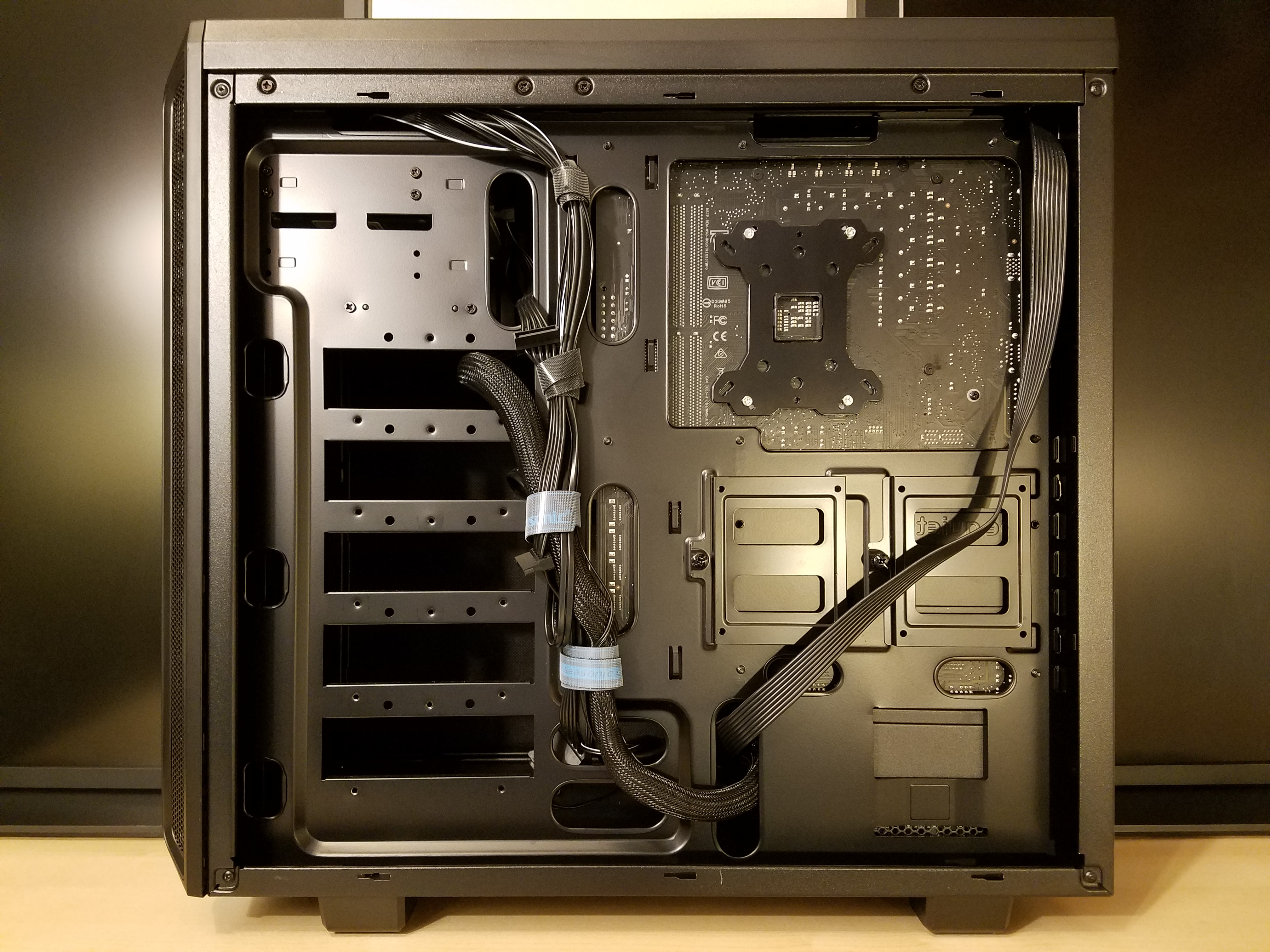
CPU 고정부가 오른쪽 상단에 있는 ATX 컴퓨터 케이스의 오른쪽 부분
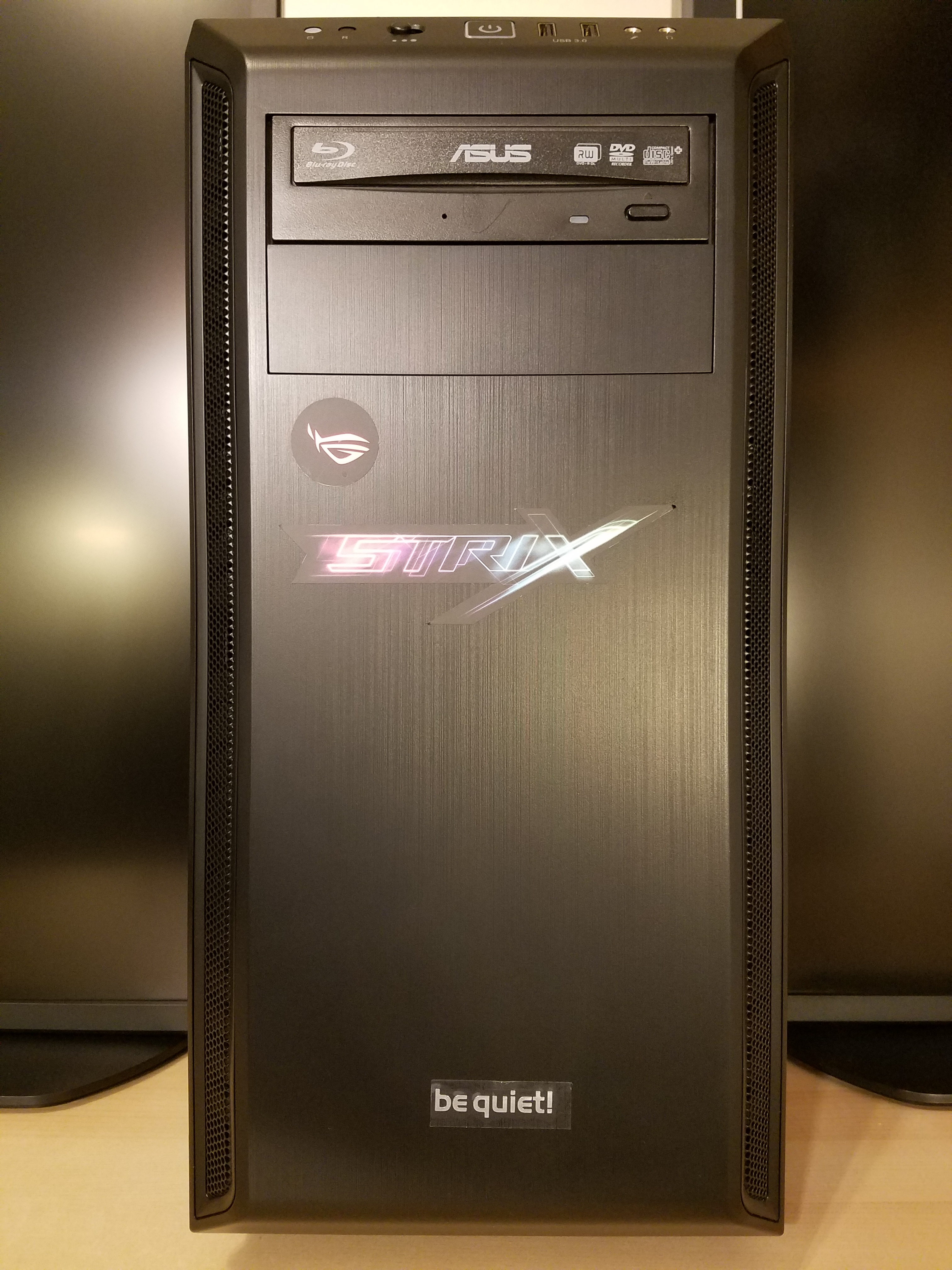
ATX 컴퓨터 케이스 전면
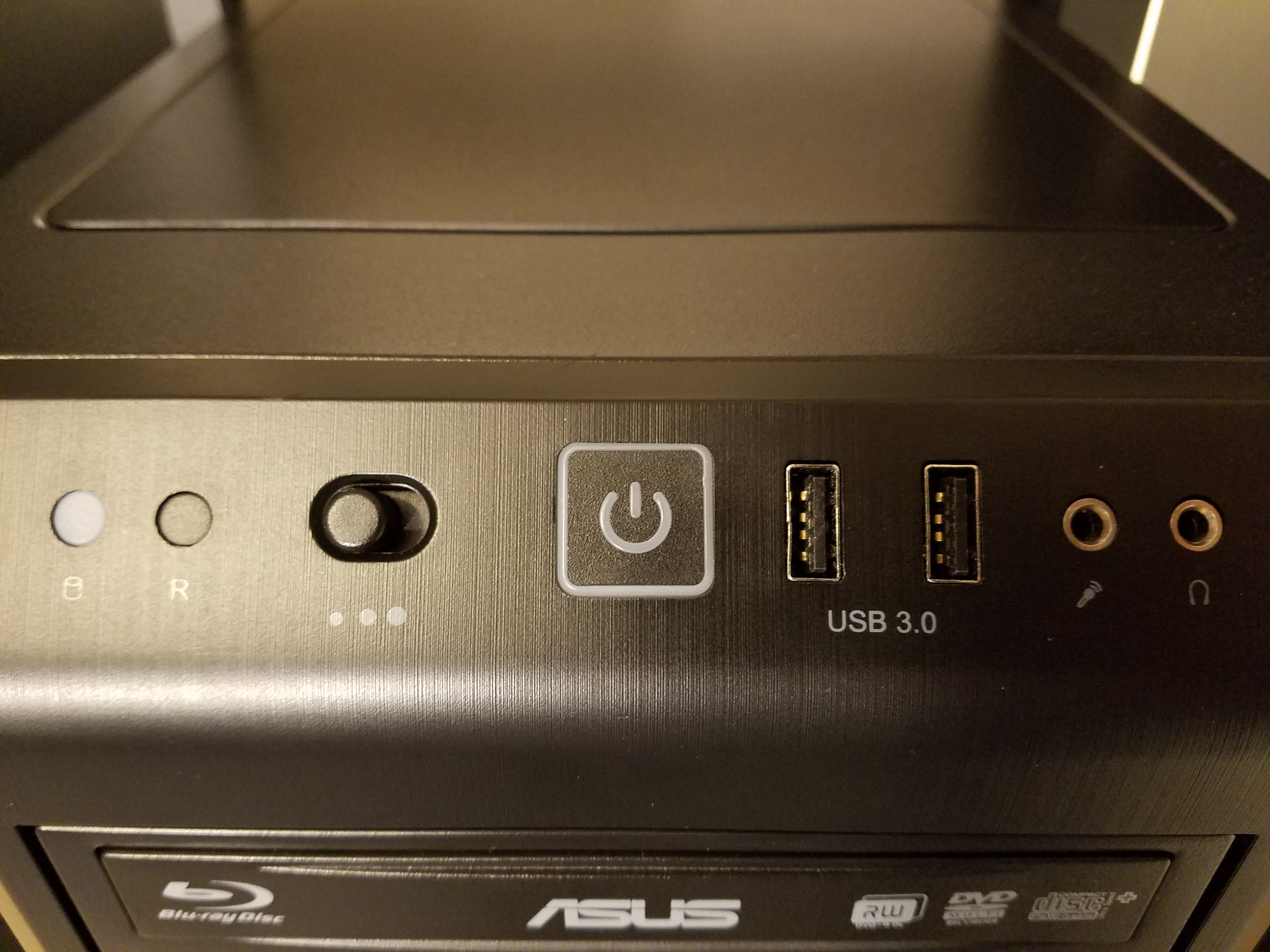
ATX 컴퓨터 케이스의 전면 버튼
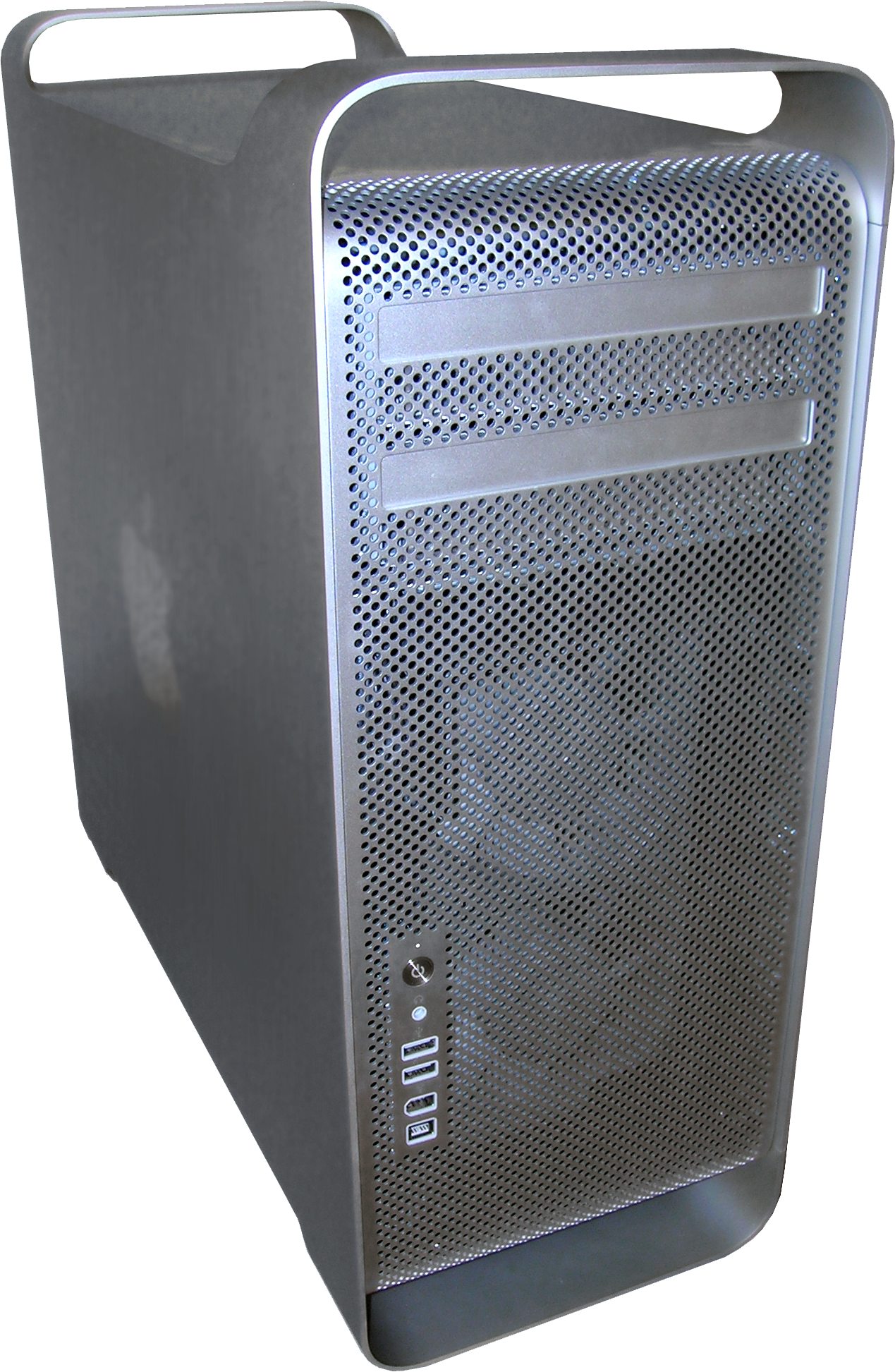
맥 프로 타워 케이스. 거의 보이지 않는 전면 흡기 팬 두 개에 주목.
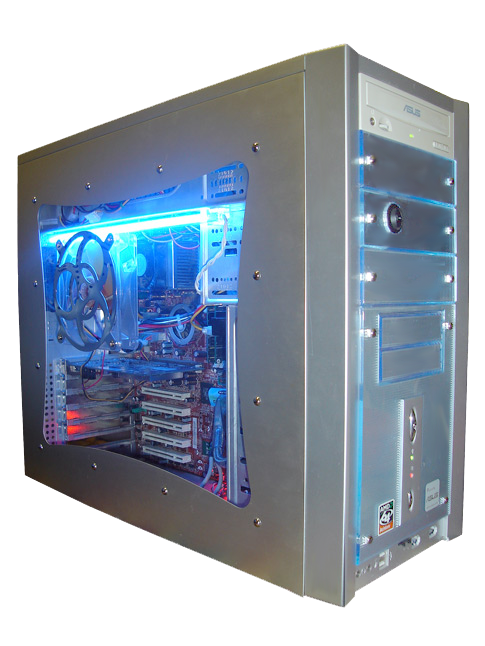
반투명 패널 케이스 모드가 특징인 애호가용 케이스
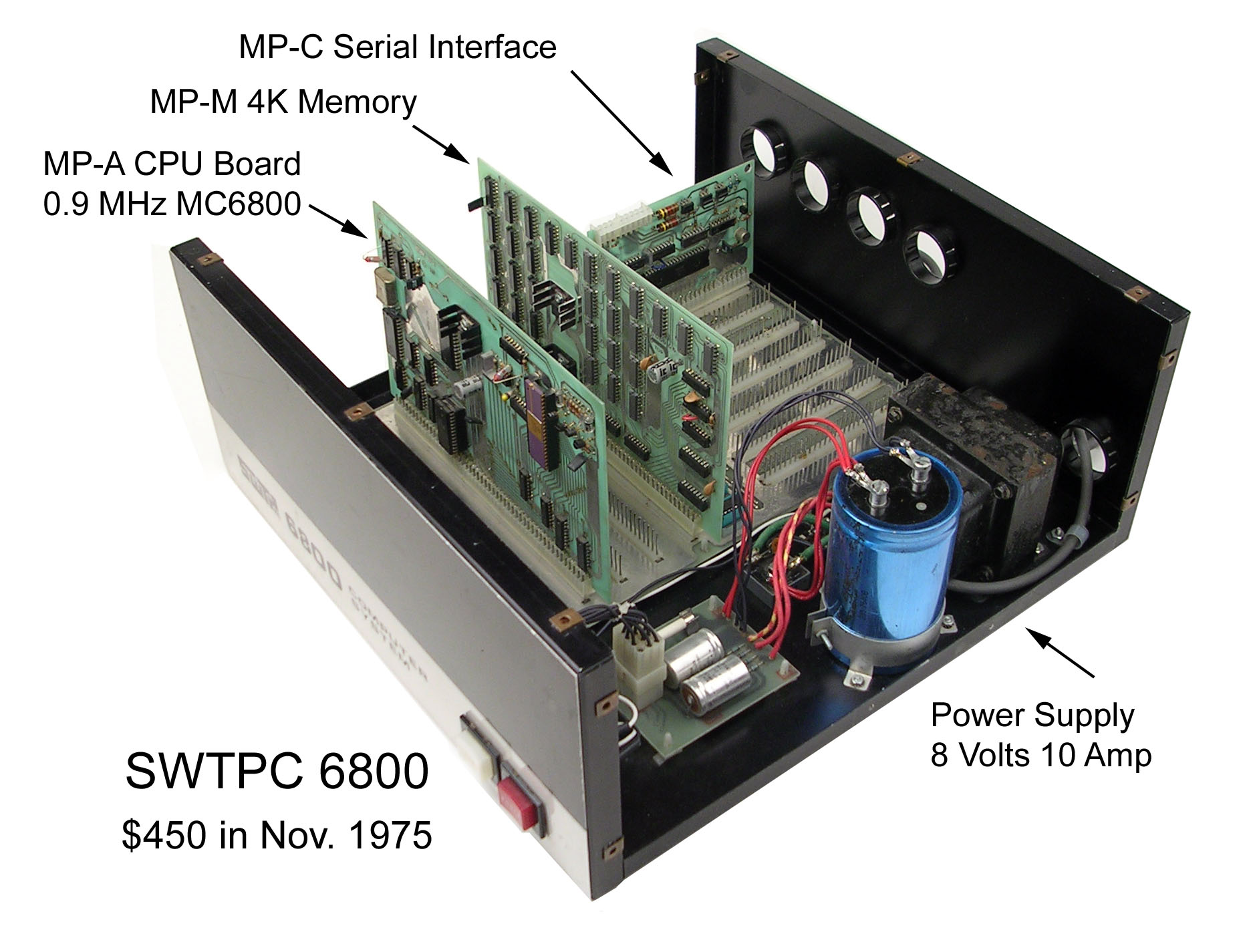
SS-50 및 SS-30 버스가 있는 SWTPC 6800 케이스 — 초기 취미용 기계
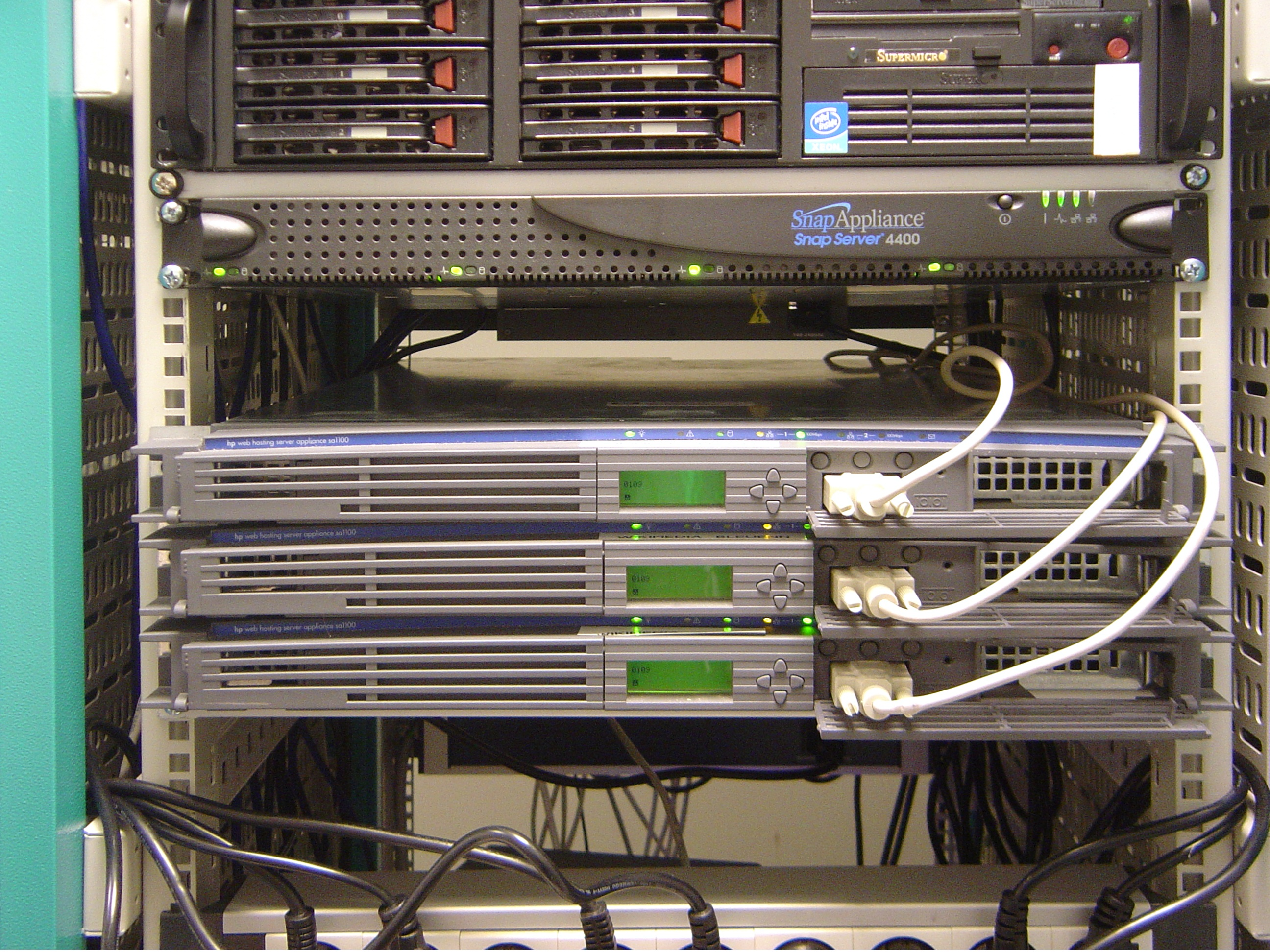
1U 랙마운트 케이스에 있는 위키미디어 서버 3대
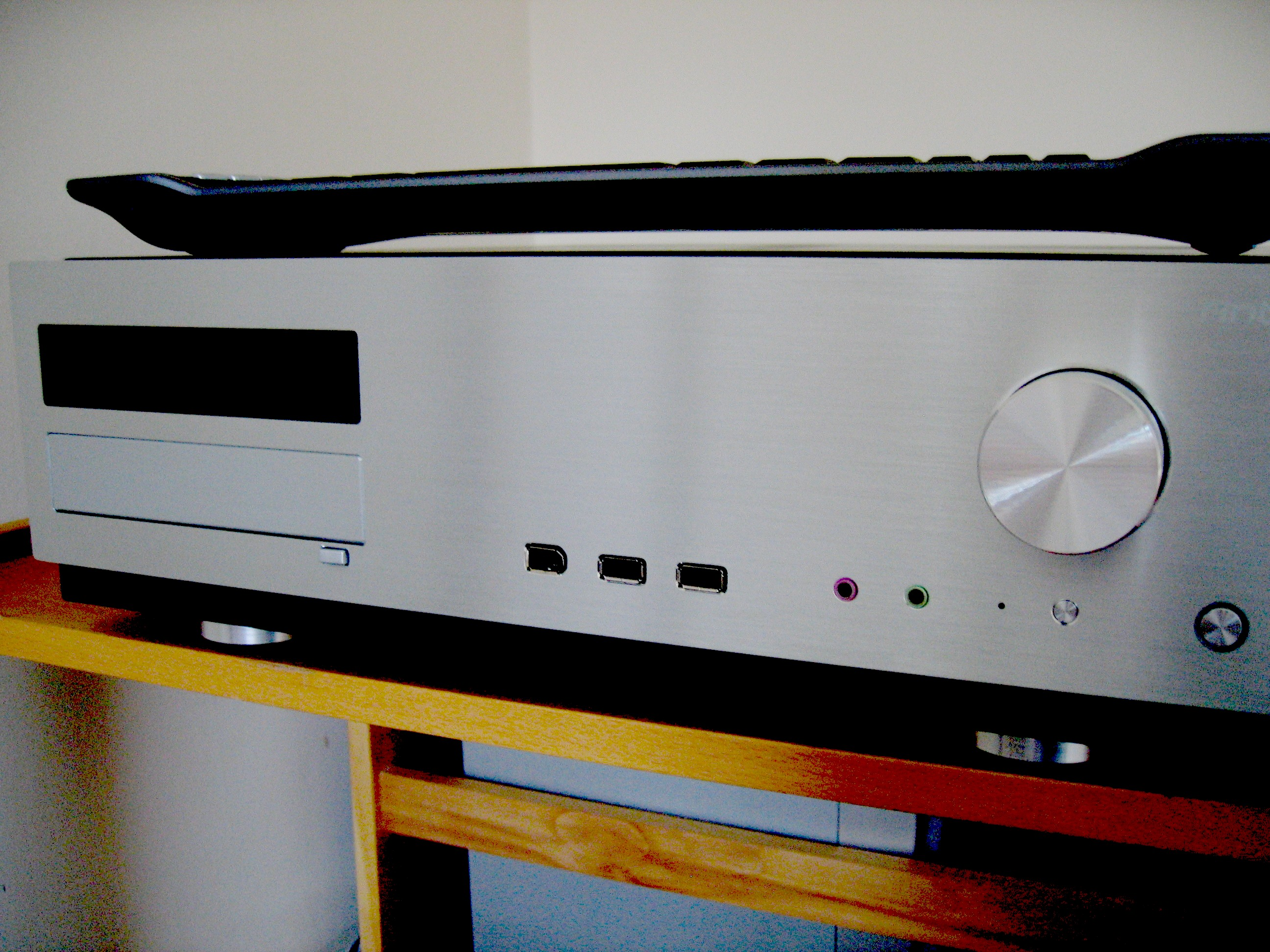
안텍 퓨전 V2 홈 시어터 PC 케이스와 VFD 디스플레이, 볼륨 조절, 전면 일부 포트
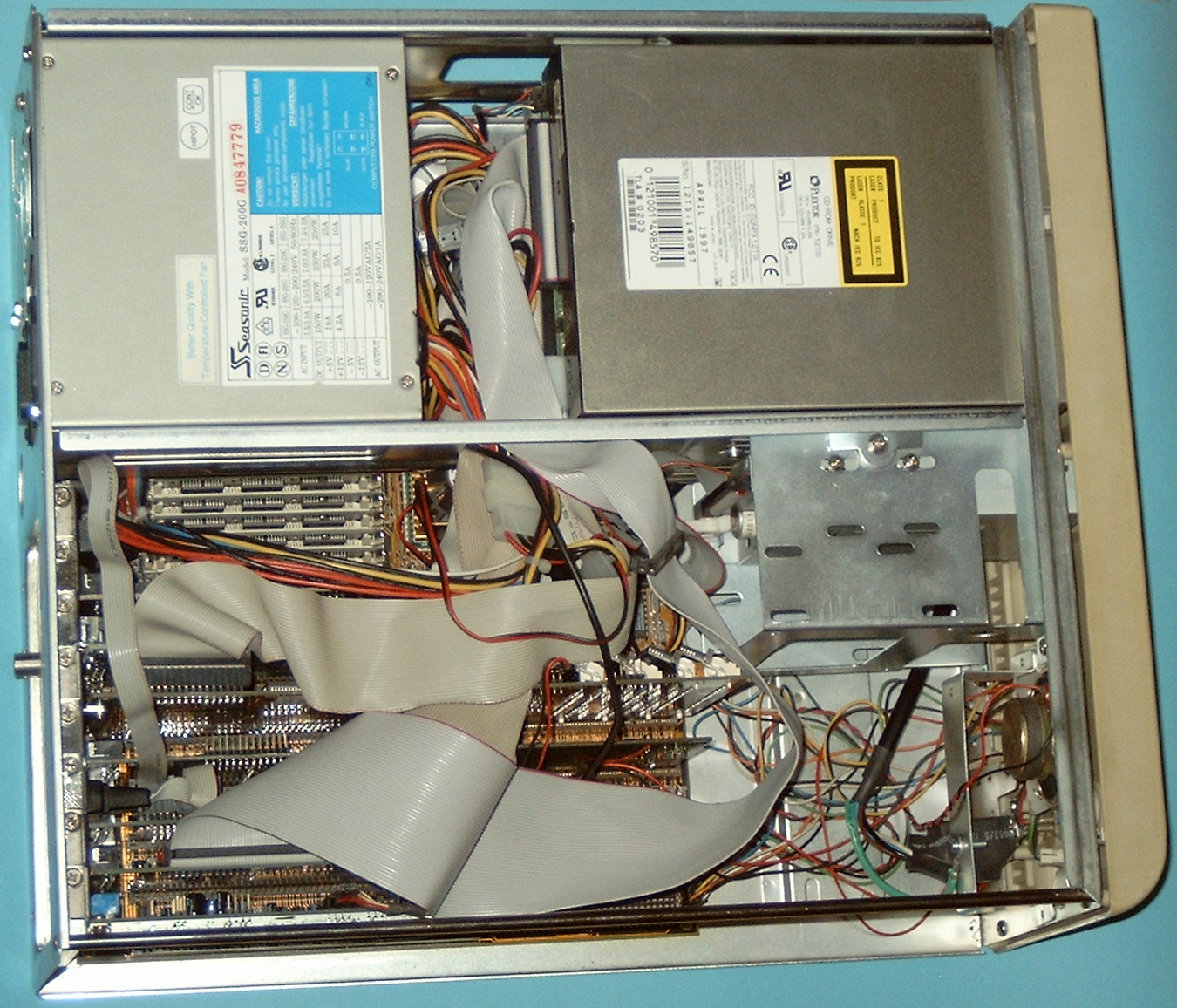
8슬롯 베이비 AT 폼 팩터 케이스
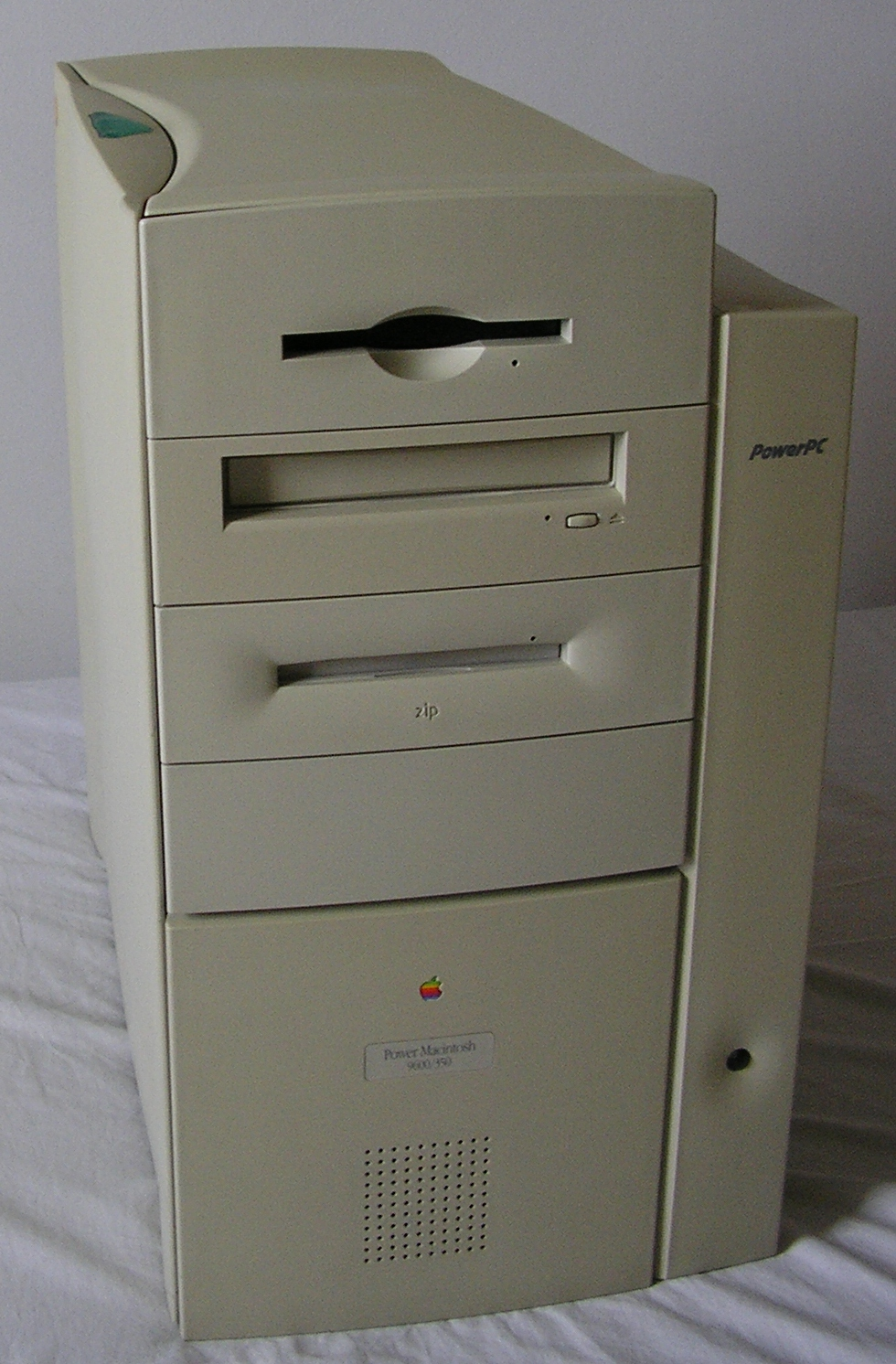
파워 맥 타워 케이스
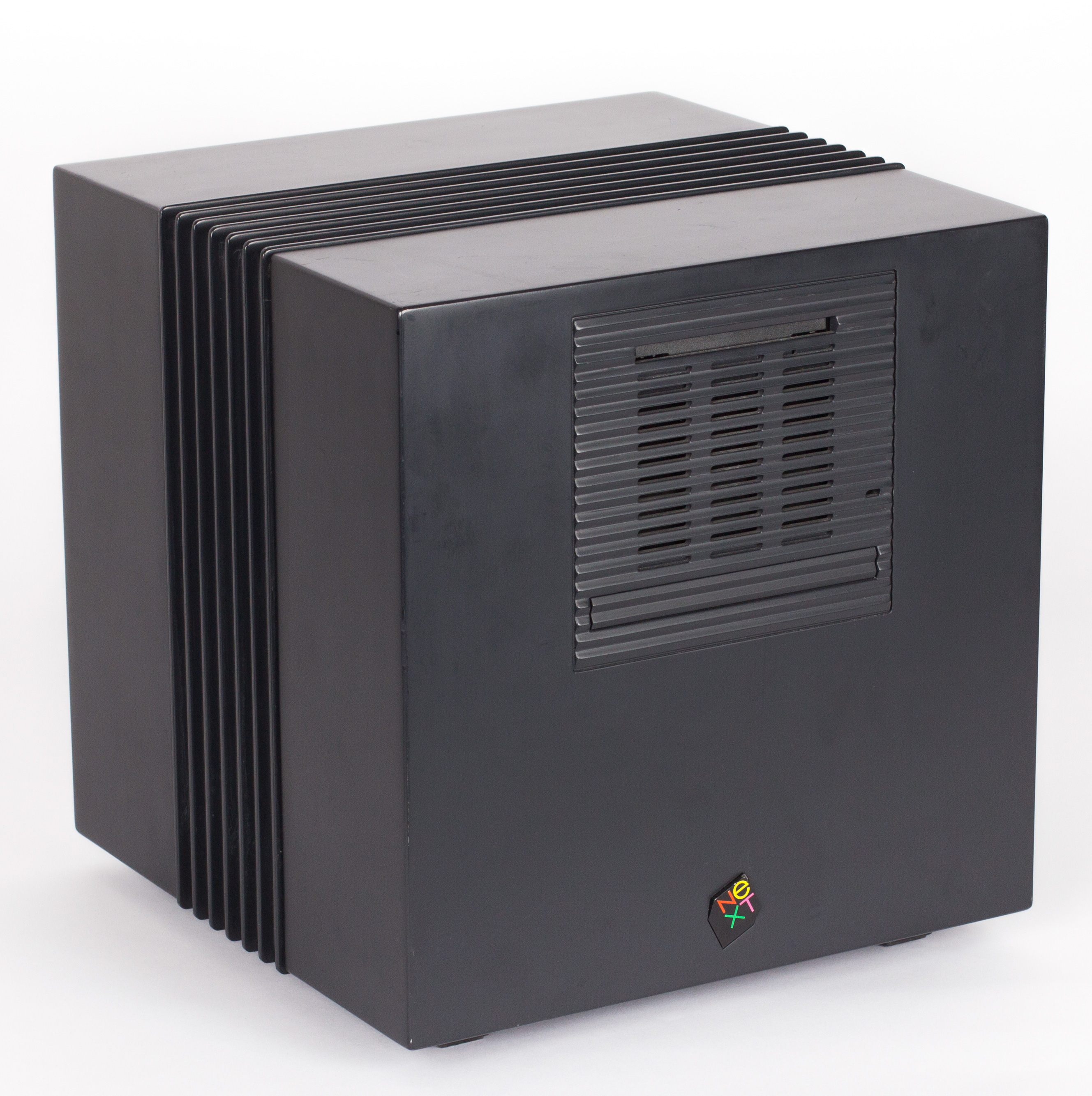
NeXT 큐브
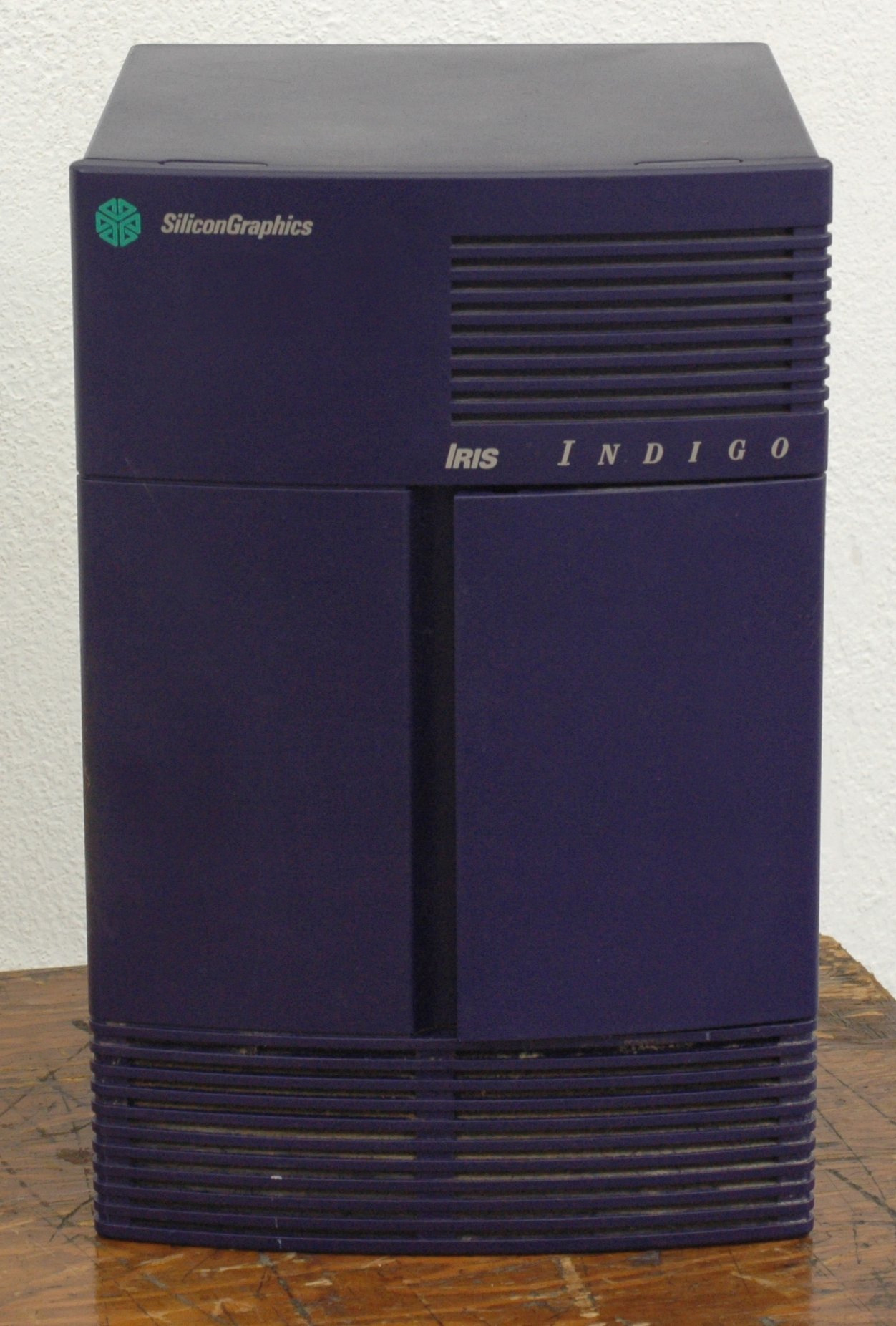
SGI 인디고 타워 케이스
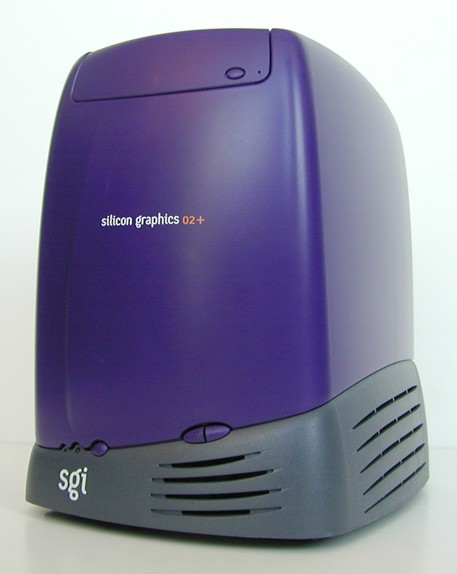
SGI O2 타워 케이스
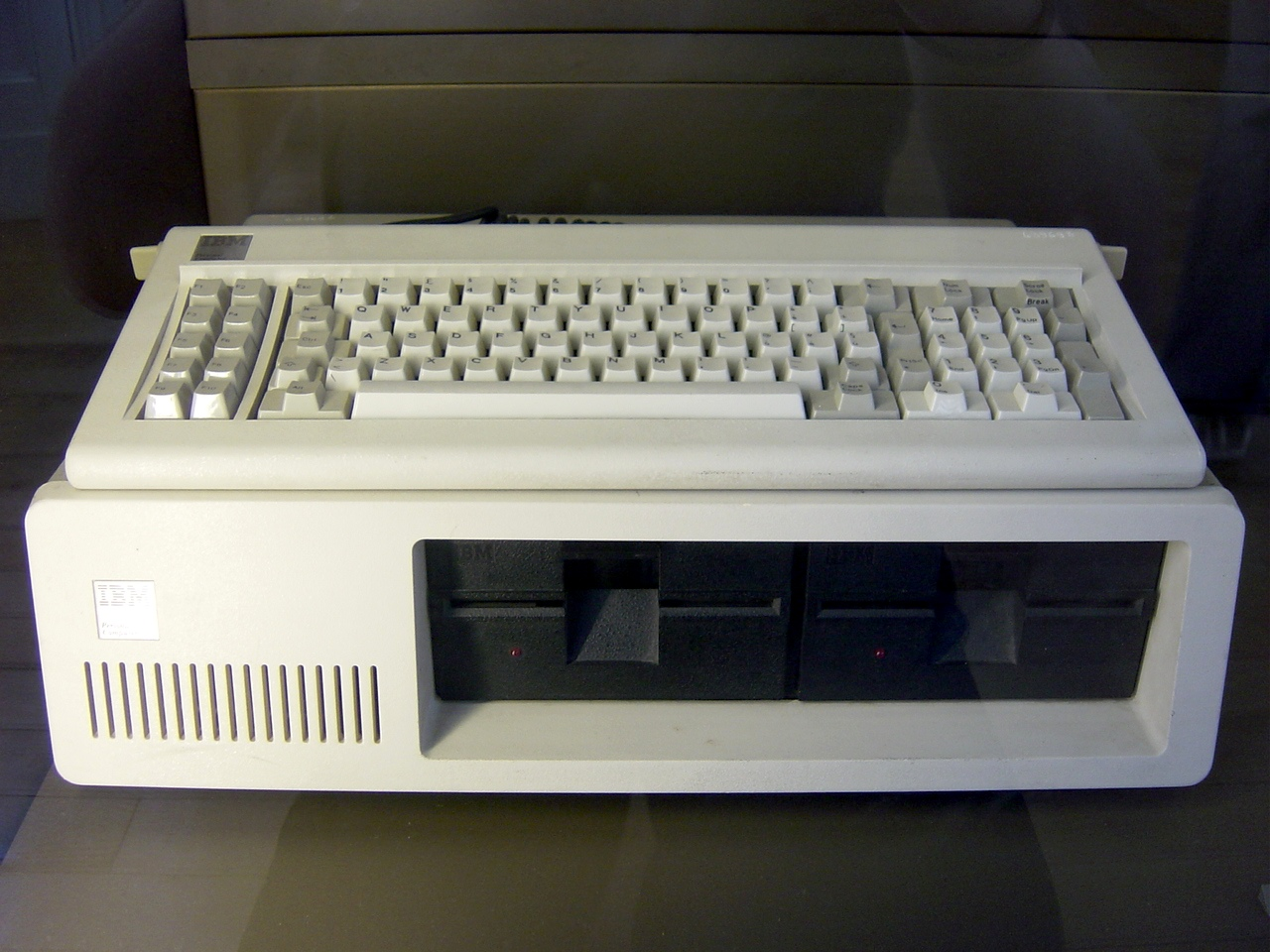
IBM PC
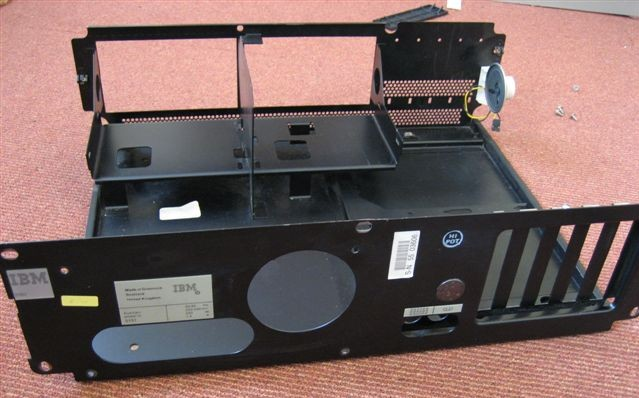
IBM 퍼스널 컴퓨터 5150 베어 5슬롯 케이스
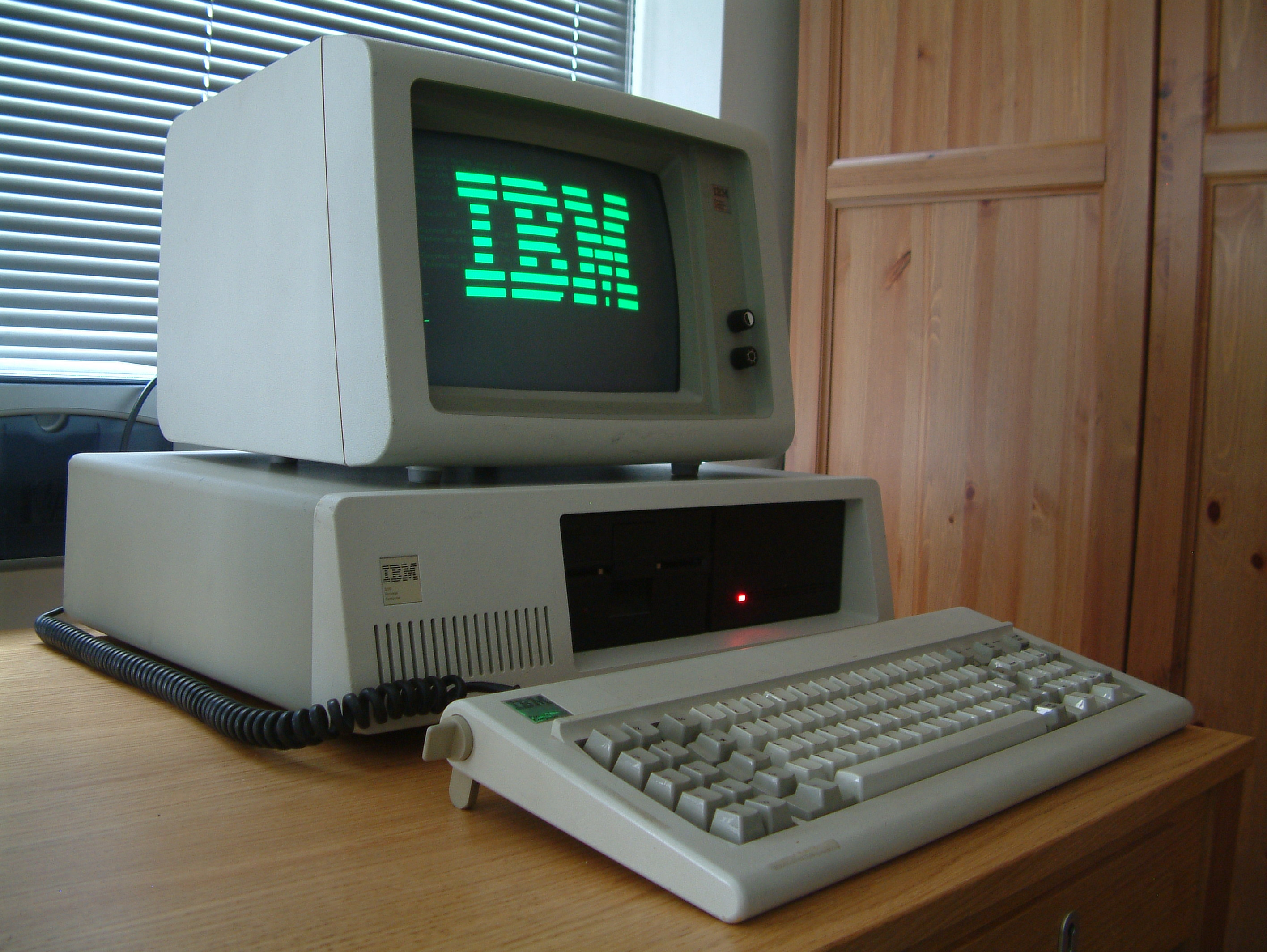
IBM PC XT
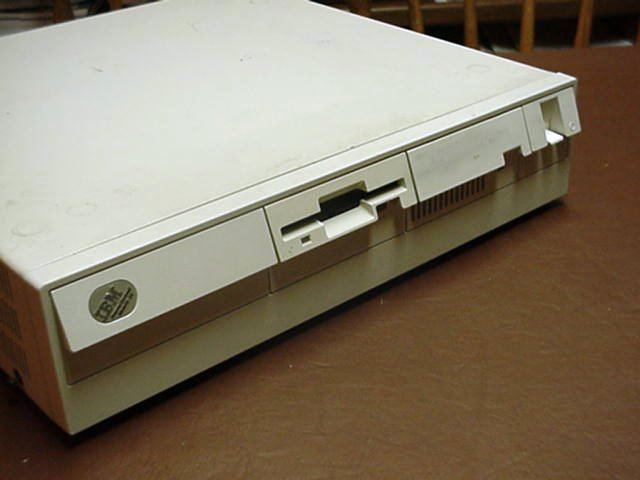
IBM PS/2 모델 55 SX
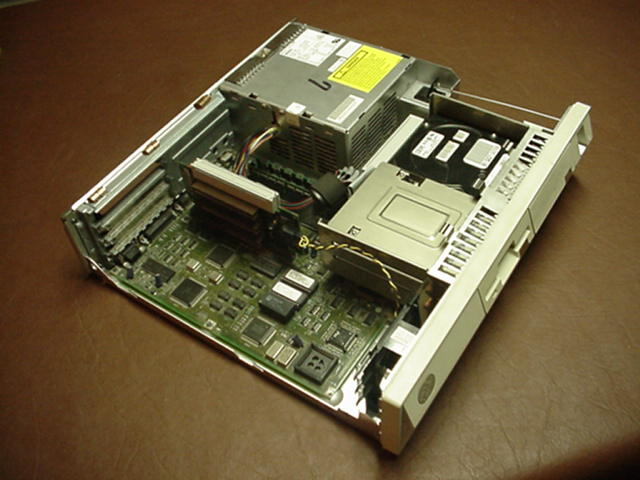
IBM PS/2 모델 55 SX
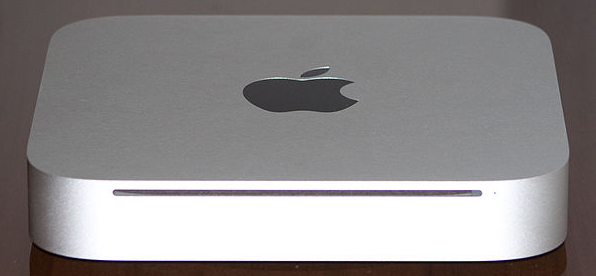
애플의 2010년 맥 미니

## 같이 보기
- 컴퓨터 하드웨어 목록
- 3차원 인쇄
- 컴퓨터 하드웨어 제조업체 목록
- 노베나 (컴퓨팅 플랫폼)
- 열적으로 이점을 지닌 섀시
- VIA 오픈북 오픈 케이스 설계 표준.
- 컴퓨터 냉각
- 컴퓨터 팬